# Sports Group Denmark
Sports Group Denmark A/S er en dansk international producent og forhandler af sportstøj, sportsudstyr, casual tøj og fodtøj. Virksomheden blev etableret i Silkeborg i 2012 af Bjarne Brink Jeppesen. De har en multibrand strategi med i alt 26 mærker indenfor sportstøj og udstyr. Deres mærker omfatter Endurance, Whistler, Athletica, Mols, FZ Forza, Babolat, Mizuno, med flere.